# گورنو یابالکووو
گورنو یابالکووو (به بلغاری: Gorno Yabalkovo) یک منطقهٔ مسکونی در بلغارستان است که در استان بورگاس واقع شده‌است.